# Real Murcia Club de Fútbol
El Real Murcia es un club de fútbol de la ciudad de Murcia, España. En la temporada 2025-26 compite en Primera Federación, el tercer nivel en la pirámide del fútbol español. 
Es el equipo más laureado de Segunda División con un total de ocho títulos. Además es el único equipo de la Región de Murcia que ha militado en Primera División.

## Historia

### Fundación
El fútbol comienza en Murcia en 1894 gracias al profesor Francisco Medel, que lo populariza entre sus alumnos de un céntrico colegio de la ciudad de Murcia. En 1905 aparece el primer club organizado de la mano de Emilio Martínez, el Club Foot-Ball Association Murcia, el cual dispone de varios equipos que juegan entre sí, pero no es hasta 1906 cuando con los hermanos Menoyo se funda el Murcia Foot-ball Club bajo la presidencia de Antonio Manzanera. Muy pronto alterna sus partidos en la plaza de toros con otro campo situado en Espinardo, entonces a cuatro kilómetros de la capital.
El sucesor de Manzanera fue Magín Peña Torres, hijo de Magín Peña Mánquez y su esposa, Dolores Torres García-Otazo (En febrero de 1930, el Ayuntamiento nombró por decreto concejales a los 24 primeros contribuyentes del municipio. Entre ellos, después de otorgarse a las mujeres mayores de edad el derecho de ser elegibles, había cinco murcianas. Una de ellas era Dolores Torres). Magín fue el primer mecenas que tuvo el Murcia, ya que aportaba dinero de su bolsillo cuando el club tenía algún gasto urgente. Se da la circunstancia de que su padre, Magín Peña Mánquez, debió de ser uno de los primeros murcianos en conocer la existencia del fútbol, pues durante la década de 1880 estuvo residiendo en Birmingham.
En 1910 pasa a jugar en el Campo de la Sociedad de Tiro Nacional situado en la pedanía de Espinardo, siendo inscrito en la Federación Española en el mes de marzo, hasta que cesan sus actividades en septiembre de 1912.
En 1917 unos aficionados locales, muchos de ellos futbolistas, crean un club que sea representativo de la ciudad y recuperan el nombre de Murcia Foot-ball Club para la misma, el cual será presidido por Alfonso Guillamón Conesa, quien realiza las gestiones para adquirir los terrenos del Campo de la Marquesa, inaugurado el 27 de febrero de 1918, dado que el Campo de Espinardo que venía empleando no reúne las condiciones idóneas para la práctica de fútbol. Paralelamente nace hacia 1915 otro club en la ciudad, el Athletic Club de Murcia, quien se convierte en rival local pero que tendrá una vida efímera. Durante 1919 surgen desavenencias entre Guillamón y Ramón Cremades, copropietario del campo, desapareciendo el Murcia F.C., sociedad que a finales de año es sustituida por la Sociedad Levante Foot-ball Club de Murcia, fundada por aficionados del anterior y quien sigue llevando los colores rojiblancos del Murcia F.C., pero sin estar federado.

### Primeros años
Bajo el nombre de Levante Foot-Ball Club, fue fundado en el otoño de 1919 y presentó su reglamento  el 8 de febrero de 1920 en el Gobierno Civil. El propio club a través de sus estatutos, que datan de diversas épocas,  indica en su artículo primero que la entidad fue fundada en septiembre de 1919, confirmando la documentación presentada por los historiadores Enrique Baeza, Juan Antonio Garre y Pedro García.
Su primera directiva estuvo presidida por Ramón Ángel Cremades, siendo su primer entrenador Atanasio Abellán. En un principio los colores de su indumentaria fueron camisa verde claro, pantalón blanco y medias negras. 
La temporada 1920/1921, primera en la que disputó competiciones oficiales, conquistó el Campeonato Regional de Levante y disputó la Copa de España en eliminatoria ante el Sevilla F.C. que resultó a favor del equipo andaluz.  
El día 2 de noviembre de 1920 en un encuentro frente a la A.D. Ferroviaria, de Madrid, estrenó nuevo uniforme: camiseta color rojo y calzón en azul mahón. Desde entonces el rojo sigue siendo el color oficial de su camiseta.
En el verano de 1922 la Federación Levantina de Fútbol autorizó al equipo a modificar su nombre, pasando a denominarse Murcia Foot Ball Club. 
Mediante Real Orden de fecha 5 de julio de 1923 S. M. el Rey Alfonso XIII concedió al club la distinción para ostentar el título de ‘Real’. Poco después el jugador Sebastián Servet realizó el diseño de un nuevo escudo para la sociedad, en forma de triángulo invertido y con la corona real. Mediante una fotografía en poder del historiador Pedro García, éste demuestra que el escudo confeccionado por Servet fue estrenado durante el primer tramo de la temporada 1924/1925, todavía en época de ‘La Torre de la Marquesa’, aunque sin poder precisar la fecha exacta. A continuación llegó el cambio del terreno de juego, dando paso al Campo de  ‘La Condomina’ que fue inaugurado la tarde del 25 de diciembre de 1924 ante el conjunto del Martinenc F.C. de Barcelona. Triunfo realista por 3-1 y Magdaleno Ariño que se convirtió en el primer goleador del nuevo terreno de juego.
En 1929 se creó la Liga y el Real Murcia quedó encuadrado en el grupo B de la Segunda División, que un año después pasaría a llamarse Tercera División. El club acabó segundo, lo que le dio derecho a jugar en el grupo A de Segunda División en la temporada 1929-30.
En 1934 el club sufrió una fuerte crisis. Por reestructuración en la Liga, se había decidido que esa temporada ascenderían cuatro equipos a Primera División. El Real Murcia finalizó tercero en Segunda División, pero en una reunión extraordinaria la asamblea nacional de la Federación decidió que solo serían dos los equipos en subir de categoría. Tras ello, el presidente del club, Antonio Fontes, y la mayoría de directivos dimitieron. La entidad, que además atravesaba problemas económicos, estuvo cerca de la desaparición, pero el equipo logró recuperarse y en 1936 ganó el Campeonato Supraregional de Levante-Sur y se clasificó primero en el Grupo tercero de Segunda División, aunque en la fase final no logró el ascenso a Primera División.

### Primeros ascensos (1939-1949)
Al finalizar la Guerra Civil, el club se rehízo por completo. La temporada 1939-40 fue la primera tras tres años de inactividad futbolística a nivel nacional, y en ella el Real Murcia logró el ascenso a Primera División. Fue tras un partido disputado el 5 de mayo de 1940 ante el Cádiz Club de Fútbol, en el que la única opción para el Real Murcia era vencer por un mínimo de dos goles de diferencia y que acabó 0 a 2.
Esa primera temporada en Primera División la terminó en último lugar, con trece puntos. Ganó solo cinco partidos, uno de ellos al Real Madrid. La temporada siguiente intentó regresar a Primera División, jugando la promoción de ascenso contra el Fútbol Club Barcelona, la ocasión en la que más cerca ha estado el club azulgrana de perder la categoría a lo largo de su Historia. Se jugó en Madrid el 28 de junio de 1942 y el Real Murcia se adelantó en el marcador. El Fútbol Club Barcelona empató poco antes del descanso y, en los últimos veinte minutos de partido, marcó otros cuatro goles que dejaron el resultado final en 5 a 1.
En 1944 logró el ascenso a Primera División y llegó a semifinales de la Copa del Generalísimo. Se mantuvo tres años en la máxima categoría. En los dos primeros terminó en undécima posición, quedando cerca del descenso pero haciendo algunos buenos partidos como la victoria ante el Real Madrid el 3 de febrero de 1946. En 1947 perdió la promoción ante la Real Sociedad y regresó a Segunda División.

### Años 1950 y años 1960
El ascenso a Primera División llegó el 2 de julio de 1950, en un partido jugado a la misma hora que el del histórico gol de Zarra en el Mundial de Brasil 1950. Era la cuarta vez que el equipo disputaba la fase de promoción y, tras ganar por 2 a 0 al Real Oviedo, por primera vez en un partido de estas características, se garantizó jugar la temporada siguiente en la máxima categoría, donde permaneció solo un año. En 1952 dejó la presidencia del club Agustín Virgili, que se había mantenido en el cargo desde 1943. El equipo participó en Primera División en la temporada 1955-56 y nuevamente volvió a descender ese mismo año, circunstancias por las cuales era denominado en la jerga periodística como Equipo Ascensor.
El primer equipo permaneció durante siete temporadas en Segunda División. En 1962 asumió la presidencia del club Ángel Fernández, alcalde de Murcia de 1953 a 1958, e impulsó la denominada Operación Socios, que consiguió que se iniciase la temporada 1962-63 con 15.000 socios. El equipo respondió a las expectativas creadas. Subió a Primera División tras proclamarse campeón de Segunda División y tuvo un buen papel en la Copa del Generalísimo, donde fue eliminado en dieciseisavos de final ante el Fútbol Club Barcelona por un resultado global de 3 a 2.
En la temporada 1963-64, entrenado por Ferdinand Daučík, el equipo llegó a afrontar el tercio final del campeonato en sexta posición, aunque una serie de malos resultados en los últimos partidos hicieron que acabase en la duodécima posición. Esta temporada dejó el primer partido televisado en directo al Real Murcia, el que disputó en el Estadio Metropolitano ante el Atlético de Madrid y que perdió 2 a 1. La campaña siguiente supuso un nuevo descenso a Segunda División, al finalizar decimoterceros y perder la promoción.

### Años 1970
En la temporada 1969-70 el Real Murcia descendió por primera vez en su Historia a Tercera División. Pese a ello, llegó a cuartos de final de la Copa del Generalísimo, llegando a eliminar en dieciseisavos de final al Sevilla, después de ganar 4 a 0 en La Condomina y perder 2 a 0 en el Sánchez-Pizjuán.
Tras finalizar la temporada 1970-71 en noveno lugar, José Moreno se convirtió en el nuevo presidente del club, cargo que ocupó en los años 1971-1975, 1976-1979 y 1992. El equipo logró dos ascensos consecutivos, por lo que en 1973 regresó a Primera División.
En la temporada 1973-74, a pesar de realizar buenos partidos contra los grandes equipos, el Real Murcia no aseguró su permanencia en la máxima categoría hasta la última jornada. En la Copa del Generalísimo destacó el 3 a 0 al Athletic Club. A pesar de ello, el Real Murcia fue eliminado en octavos de final por el Real Zaragoza.
Una vez más, el equipo no fue capaz de consolidarse en Primera División y en la temporada 1974-75 acabó en última posición, a muchos puntos de la permanencia, suponiendo el descenso de categoría. En la Copa del Generalísimo fue eliminado por el Burgos Club de Fútbol. La situación se agravó la campaña siguiente, al sumar su segundo descenso consecutivo, que condujo de nuevo al equipo a Tercera División, de la que logró salir el año siguiente.

### Seis temporadas en Primera (años 1980)

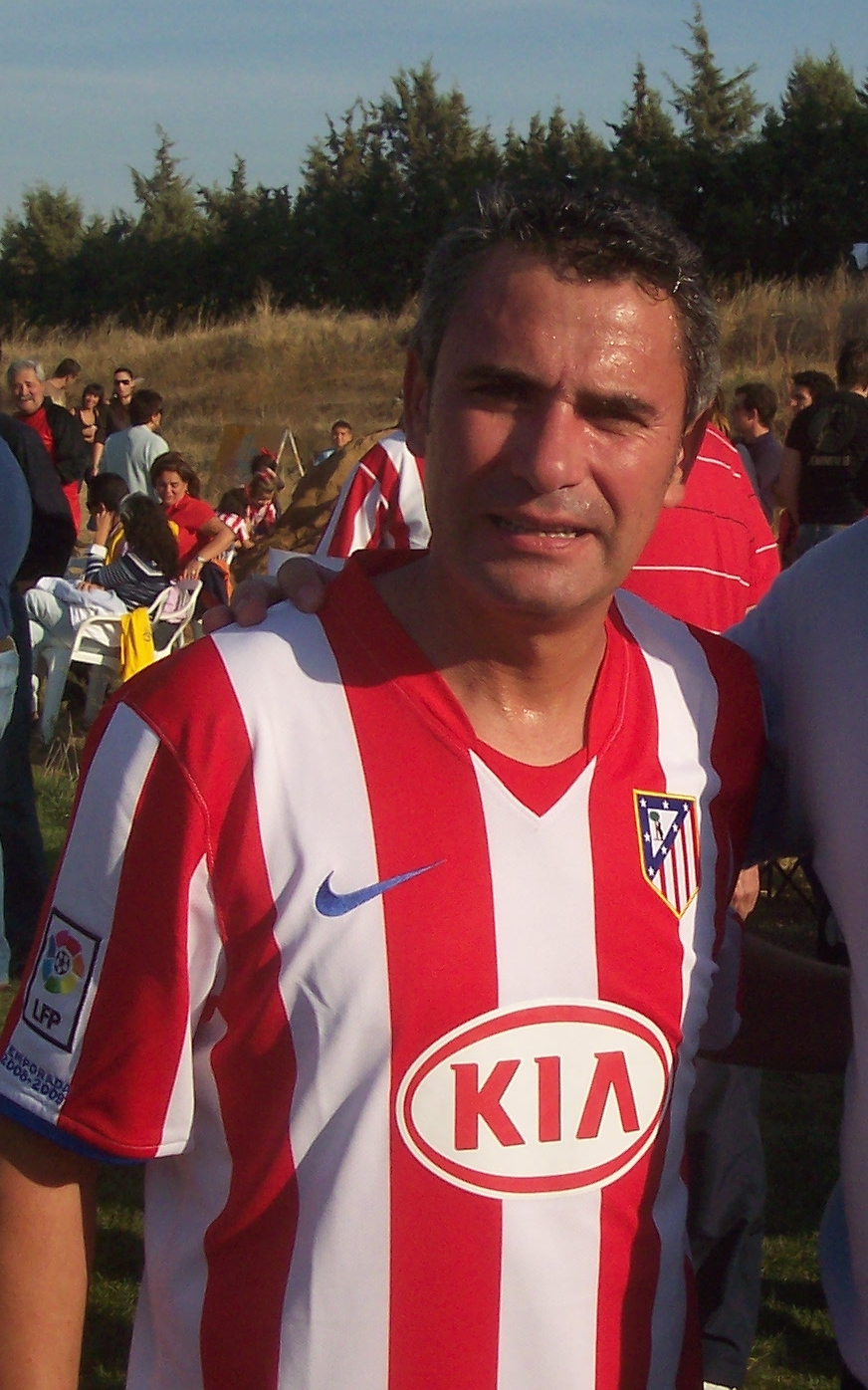
Manolo, jugador del Murcia entre 1983 y 1988.

El 18 de mayo de 1980 logró el ascenso a Primera División. El presidente del club era desde julio del año anterior José Pardo Cano, quien se mantuvo en el cargo hasta 1987. Los años 1980 fueron una de las mejores épocas para el club murciano, al estar presente en Primera División en seis temporadas.
Aunque el 18 de enero de 1981 el Real Murcia jugó uno de los mejores partidos de su historia, al vencer 1 a 6 al Real Zaragoza, finalizó la temporada 1980-81 a cinco puntos de la permanencia en Primera División.
Tras acabar liderando de forma destacada la Segunda División, el equipo regresó a Primera División. El inicio de la temporada 1983-84 fue el mejor en la historia del club, llegando a estar situado en la cuarta posición cuando se llevaban disputadas doce jornadas. Acabó en la undécima posición, igualando la que alcanzó en las temporadas 1944-45 y 1945-46, si bien por entonces la competición la disputaban catorce equipos y ahora lo hacían dieciocho.
Con el mismo entrenador, Eusebio Ríos, y una plantilla con pocas novedades, el inicio de la temporada 1984-85 fue muy diferente al de la anterior, al sumar siete derrotas en los nueve primeros encuentros. Ni algún refuerzo que hubo en invierno ni el cambio de técnico lograron enderezar la trayectoria del equipo, que finalizó en última posición, a ocho puntos de la salvación.
El Real Murcia hizo honor a su fama de equipo ascensor y retornó a Primera División el año siguiente. El equipo comenzó la temporada 1986-87, jugada en la modalidad de playoff final, con muchas caras nuevas y, pese a un mal inicio, logró 17 victorias en 44 partidos y acabó en la undécima posición.
Juan Garrido ganó las elecciones a la presidencia del club en 1987. En lo deportivo, la temporada 1987-88 fue más complicada que la anterior, y el equipo tuvo que disputar la promoción por la permanencia, que consiguió frente al Rayo Vallecano. Peor fueron las cosas en la temporada 1988-89, que comenzó con enfrentamientos entre la prensa y la junta directiva, motivados por los cambios que se estaban efectuando en la plantilla, y acabó con el descenso a Segunda División.

### Crisis deportiva, institucional y social (1991-1998)
El 9 de junio de 1991, tras liderar la Segunda División durante 35 jornadas consecutivas, una derrota en la última jornada ante el Deportivo de la Coruña relegó al equipo a la tercera posición. Ello le obligó a jugar la promoción de ascenso contra el Real Zaragoza, que ganó el conjunto maño. Fue el primero de una serie de tristes sucesos para el club murciano que se sucedieron durante los siguientes años.
El primer semestre de 1992 transcurrió entre la mala situación deportiva del equipo, protestas de los jugadores, a quienes se debían cantidades de ésta y otras temporadas, y el escaso interés de los socios por el plan de saneamiento de reconversión de los clubs en Sociedades Anónimas Deportivas que había diseñado la Real Federación Española de Fútbol. Ante la crisis, el club buscó una serie de acuerdos con empresarios y con el Ayuntamiento de Murcia pero, finalmente, el 30 de junio el club descendió a Segunda División B por no lograr acogerse a dicho plan.
La temporada siguiente, que empezó con unos cuatro mil socios, cuando pocos años antes había llegado a los quince mil, volvió a estar marcada por asuntos extradeportivos, con demandas, embargos y un breve encierro de la plantilla en el Estadio de La Condomina. Aun así, las cosas fueron bien en lo deportivo y logró el ascenso a Segunda División.
Tras ello, dos descensos consecutivos dejaron al equipo en Tercera División en la temporada 1995-96, lo que hizo que, cuando los problemas económicos se estaban solucionando gracias a la venta del Estadio de La Condomina, el Real Murcia se viera obligado a jugar por única vez en su historia todos los partidos de liga regular contra equipos de la Región de Murcia.
Regresó con facilidad a Segunda División B, pero las dos siguientes temporadas concluyeron sin opciones de luchar por un nuevo ascenso. Además, la crisis continuaba en lo social, llegando a asistir a un partido tan solo unos mil espectadores, y en lo institucional, convirtiéndose Francisco Soler en 1997 en el décimo presidente de la entidad desde la dimisión de Juan Garrido, acontecida tras el descenso administrativo de 1992.

### La era de Jesús Samper
El grupo Santa Mónica, liderado por Jesús Samper y dedicado al marketing deportivo, se hizo con el 94% de las acciones del club en julio de 1998, nombrando como presidente a Joaquín Romeu. La temporada 1999-2000 concluyó con el ascenso a Segunda División tras un partido jugado en Granada en el que solo le valía la victoria al conjunto grana y que acabó 0-1 gracias a un gol de Aguilar.
En 2001, Jesús Samper, vicepresidente hasta entonces, se convirtió en el nuevo presidente. Tras la llegada del técnico David Vidal mediada la temporada 2001-02, el equipo se salvó del descenso de categoría en la última jornada y la campaña siguiente llegó a los cuartos de final de la Copa del Rey y consiguió el ascenso a Primera División.

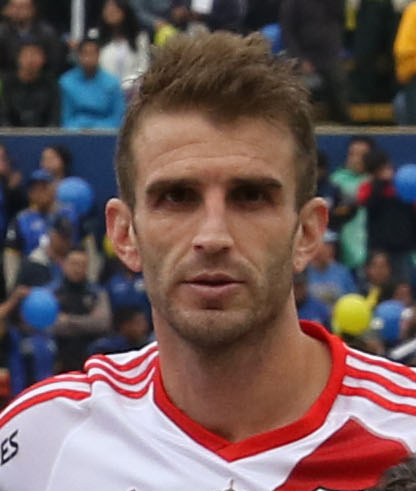
Iván Alonso, jugador del Real Murcia entre 2004–2009.

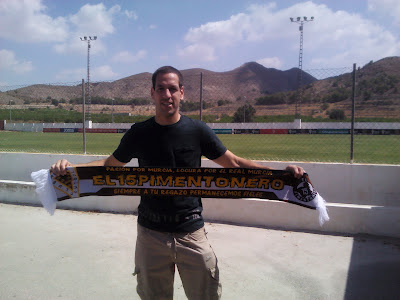
Acciari, jugador del Real Murcia entre 2002–2008 y 2012–2015.

Con cambio de entrenador y un equipo mal planificado, el Real Murcia finalizó la temporada 2003-04 en último lugar, logrando cinco victorias, una de ellas contra el Real Madrid. El 11 de noviembre de 2006 jugó su último partido en La Condomina contra el Polideportivo Ejido. Se trasladó a Nueva Condomina, donde jugó su primer partido oficial el 26 de noviembre contra el Real Valladolid. El Real Murcia realizó una buena temporada y logró el ascenso a Primera División tras el empate conseguido frente a la Ponferradina el 12 de mayo de 2007.
La temporada 2007-08 arrancó con un ambicioso proyecto, con fichajes como el de Fernando Baiano, el más caro de la Historia del Real Murcia. En lo social, contó con 25.000 abonados, lo que supuso un nuevo récord para la entidad. Tras finalizar la primera vuelta en la zona media de la clasificación, el equipo se fue desinflando poco a poco durante 2008, motivando el cese del entrenador que había logrado el ascenso, Lucas Alcaraz, que fue sustituido por Javier Clemente, lo que no impidió que el club descendiera a Segunda División.
En la temporada 2008-09, un mal comienzo hizo que el equipo estuviese situado en puestos de descenso durante casi toda la primera vuelta. Jesús Samper dimitió como presidente el 10 de diciembre, aunque sin vender sus acciones. En la primera reunión del nuevo consejo de administración, celebrada una semana más tarde, se decidió la destitución de Javier Clemente y se nombró como nuevo presidente a Juan Guillamón, quien mostró sus dudas acerca del futuro económico de la entidad, que según el máximo accionista tenía una deuda de unos 50 millones de euros. El 3 de febrero, tras solo 48 días en el cargo, Juan Guillamón abandona la presidencia del club. El 9 de febrero el club presenta el concurso de acreedores. El 28 de febrero Jesús Samper adquiere las acciones de su cuñado Juan Manuel Trujillo y vuelve a hacerse con el control de la entidad con el 97'3% de las acciones. José Ángel Serantes se convierte en presidente, y Jesús Samper en vicepresidente económico.
En la temporada 2009/10, el equipo descendió a Segunda División B, después de una mala temporada, y un penalti en contra en el minuto 93 en el último partido en Gerona, supuso el descenso del Real Murcia. Al inicio de temporada se produce el cambio de presidencia por la dimisión de José Ángel Serantes hacia Jesús Samper, mayor accionista de la entidad grana.
En la Copa del Rey 2010-2011 se enfrenta en dieciseisavos de final al Real Madrid empatando a cero en el partido de ida a pesar de que jugaban Casillas, Pepe, Sergio Ramos, Cristiano Ronaldo y Benzema gracias a una defensa muy cerrada y a la grada, que apoyó durante todo el partido a su equipo.
El 29-05-2011 el Real Murcia vuelve a ser equipo de Segunda División a pesar de ser derrotado 1-0 frente al Club Deportivo Lugo ya que en la ida ganó 2-0. Asimismo se proclamó campeón de la Segunda División B al vencer al C. E. Sabadell en eliminatoria a doble partido (1-0 en la ida, 1-0 en la vuelta y 9-8 en la tanda de penaltis).
En la temporada 2011/12 el Real Murcia logró mantenerse gracias a una magnífica primera vuelta, en la que se ganó a equipos como el Real Valladolid o Hércules. Los de Iñaki Alonso firmaron una buena segunda vuelta, lo que hizo que certificaran su permanencia en Alcoy, en las últimas jornadas.

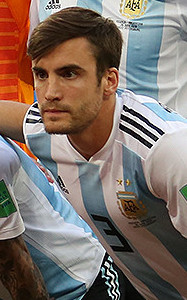
Tagliafico militó en el Real Murcia en la temporada 2012/13.

Para la temporada 2012/13, la administración de Jesús Samper eligió a Gustavo Siviero como técnico de la primera plantilla. Pese a un comienzo esperanzador, la mala racha del equipo condujo a la destitución del argentino. El escogido para sustituirle fue el vallisoletano Onésimo Sánchez. Tras un bagaje de 18 partidos, el equipo solo sumó 20 puntos y cerró la temporada con una victoria frente a la Unión Deportiva Las Palmas, lo que le permitió terminar en 19.ª posición que, al descender por motivos administrativos el Club Deportivo Guadalajara por distintas irregularidades en el proceso de ampliación de capital de dicha entidad, le permitió mantenerse en la categoría.
En la temporada 2013/14, Jesús Samper eligió a Julio Velázquez para que dirigiera el club. El equipo comenzó muy bien y así siguió. Fue una de las mejores temporadas del Real Murcia. Consiguió clasificarse en playoffs para el ascenso a Primera División. Empató contra el Córdoba CF 0-0 fuera y en casa pierde 1-2 quedando eliminado de la promoción de ascenso.

### El caso Real Murcia
Tras finalizar en cuarta posición la temporada 2013/14 de la Segunda División y jugar las eliminatorias de ascenso a Primera División, el club fue sancionado en una polémica decisión por LaLiga con un descenso a Segunda División B.
La polémica fue tal que miles de personas salieron a las calles de Murcia a protestar contra la decisión y acudieron a manifestarse frente a la sede de la Liga el día que debía ratificarse la decisión, por entender que existía un trato más gravoso hacia el Real Murcia frente a otros clubes que se encontraban en similar situación a la del Real Murcia sin haber sido castigados con la misma dureza que el club pimentonero, y el trato discriminatorio frente a lo que años antes se hizo con Celta y Sevilla y achacaban la misma a la mala relación entre el presidente pimentonero, Jesús Samper y el de LaLiga, Javier Tebas.
La situación no fue compartida por todos los actores del fútbol, y surgió una gran ola de apoyo al Real Murcia. Además el sindicato AFE se posicionó a favor del Real Murcia, amenazando incluso con una huelga de jugadores en apoyo a sus compañeros murcianistas.
El Real Murcia acudió a los juzgados y se vivió una situación de bloqueo cuando un juez concedió la medida cautelarísima solicitada por el Real Murcia y anuló el descenso de categoría, ordenando a la Liga Nacional de Fútbol Profesional la inscripción en Segunda División. La RFEF instó a acatar el auto del juzgado mientras LaLiga defendió a través de su presidente que el mandato judicial era de imposible cumplimiento y se aplazó el inicio del campeonato liguero en Segunda y en Segunda B, ya que, en el momento en que debía iniciarse el mismo, aún se encontraba pendiente de resolución judicial.
Tras el recurso de LaLiga que, prestó un aval de varios millones de euros, un juez distinto al que había dictado la resolución cautelar, anuló la medida cautelar, pese a entender no ajustado a derecho uno de los motivos del descenso, confirmando el mismo por repetidos impagos de impuestos a la Hacienda Pública y a la Seguridad Social, tras haber acabado los plazos y prórrogas, lo que conllevó a que su plaza la ocupara el Club Deportivo Mirandés y el equipo murciano fuera oficialmente sancionado con el descenso a Segunda División B.
El perjuicio al Real Murcia fue aún mayor, al quedarse prácticamente sin jugadores a pocos días del inicio de la temporada 2014-15 y tener que hacer un equipo de nuevo, a lo que se unió la dificultad de tener que disputar la nueva temporada en el Grupo I frente a conjuntos del noroeste peninsular. Desde ese momento no ha vuelto a estar en la Segunda División española.

### Compra del Real Murcia por Raúl Moro
El 18 de diciembre de 2015 fallece Jesús Samper. El empresario extremeño Raúl Moro, dueño de una compañía de carburantes, adquirió el 12% de las acciones a los herederos de Jesús Samper. Y más tarde, compró el 73% restante convirtiéndose así en el máximo accionista del club murciano. La ilusión que el extremeño creó con su llegada se fue desvaneciendo poco a poco conforme crecían los impagos e incumplimientos.
El 25 de diciembre de 2017, el hasta entonces presidente y dueño del Real Murcia cede sus acciones a Mauricio García.

### Conflicto en la propiedad
El mexicano Mauricio García, ejecuta la opción de compra, la cual no puede hacerse efectiva al señalar Raúl Moro que el contrato se encontraba resuelto y que había vendido dichas acciones al empresario de Orihuela Víctor Gálvez que hace frente al pago de una nómina. Se inicia con ello una truculenta lucha por la propiedad del club mientras las deudas se siguen acumulando. 
La situación llega a tal nivel de crispación que el club contrata seguridad privada para impedir la entrada a las oficinas a Mauricio García cuando este acude acompañado de su Abogado. Se produce la dimisión de los consejeros Gabriel Torregrosa y Juan Merino, que entendían que el propietario era Mauricio García.
Tras un contencioso ante el TAS entre las empresas de Raúl Moro y Mauricio García, el Tribunal de Arbitraje Deportivo acuerda que la venta al mexicano es válida y pide su inscripción, algo ratificado posteriormente por el Consejo Superior de Deportes y la Real Federación Española de Fútbol que llega a proponer sanciones al club y a los consejeros por no acatar el Laudo del TAS y llamar Mariachi a Mauricio.
El empresario mexicano nunca llega a tener el favor de una afición que le reprocha que durante su gestión no abonó nómina alguna por lo que dudan de que posea solvencia suficiente para hacer frente a la gestión del club, llegando a producirse una concentración en la puerta del Estadio Nueva Condomina para impedir su entrada a la junta general de accionistas.

### SOS Real Murcia y ampliación de capital
La delicada situación del Real Murcia se recrudece en la temporada 2018-19 donde tras una Auditoría se señala una Deuda de 50 millones de € y se aprueba una Ampliación de Capital de 18 Millones de Euros que fue impugnada por Mauricio García. De forma paralela, la complicada situación financiera obliga al club a canalizar sus ingresos a través de una sociedad del director general del Real Murcia Toni Hernández, pese a lo cual no se paga nómina alguna.
Alertados por la situación y ante la precaria situación que atraviesan jugadores, empleados y bases sin cobrar, la Federación de Peñas Murcianistas lanza un comunicado exigiendo al club que cumpla con sus obligaciones y convocando movilizaciones en la puerta del Estadio Nueva Condomina. Durante la primera concentración convocada se produce la lamentable escena del Presidente del Real Murcia Víctor Gálvez desde uno de los balcones llamando sinvergüenzas a los aficionados concentrados bajo el lema "Gracias por hacernos sentir vergüenza", que luego se ve respaldada en el campo con un plante de los jugadores durante los 30 primeros segundos del partido ante un nuevo incumplimiento en las promesas del pago. El recrudecimiento en las relaciones entre el club y la afición es tal, que se llega a cambiar el horario del siguiente partido para hacerlo coincidir con la manifestación convocada e impedir que la misma se produzca.
Con el objetivo de pagar a empleados y visibilizar el problema del Real Murcia, la Federación de Peñas presidida por Pablo Guzmán, lanza la campaña #SOSRealMurcia y se inicia la venta de una pulsera solidaria al precio de 1 Euro de la que se venden más de 60.000 ejemplares, convirtiéndose en viral y logrando el apoyo y simpatía de miles de personas en todo el mundo, iniciativa que se conjuga con otras para recaudar fondos que son despreciadas por el entonces presidente, que acusa a la Federación de Peñas de querer convertir al club en una ONG. De forma paralela, empresarios liderados por el Notario Francisco Tornel, la Asociación de Accionistas Minoritarios presidida por Ignacio Martínez Abarca y la Federación de Peñas crean la Plataforma de Apoyo al Real Murcia (PARMU) para exigir la salida del Consejo y buscar soluciones que den viabilidad al club, nombrando como portavoz al Presidente de la Federación.
La presión sobre Víctor Gálvez sigue creciendo al ritmo que se suceden los impagos, por lo que este acaba cediendo el control del club a la Plataforma nombrándose consejeros a Stefan Settels, Gabriel Torregrosa, Enrique López, que ya habían sido consejeros con anterioridad, Higinio Pérez y el Médico José María Almela como Presidente del mismo, causando sorpresa que no se encuentre en el mismo el Notario Francisco Tornel que queda encargado de buscar empresas que apuesten por el club.
La situación que encuentra el nuevo Consejo es desoladora, sin Dinero en las cuentas. Deciden apostar por una Ampliación de Capital que estaba resultando ruinosa al haber sido planeada a la medida del empresario Víctor Gálvez, y que se ve impulsada ante la aportación de 200.000 Euros por parte del Notario Francisco Tornel.
Nace así Hazlo Tuyo, gracias a dos aficionados, Antonio Ruiz y Víctor García que crean una Página Web que llega a todos los rincones del mundo, y despierta la solidaridad de clubes, Futbolistas y Periodistas que provocan un movimiento sin precedentes con miles de Accionistas, reuniendo en total a 20.976 Accionistas por esa vía que aportaron al club 709.970 Euros. A esas pequeñas aportaciones hay que sumar la apuesta de numerosas empresas a través del plan de viabilidad presentado por la Comisión Económica a más de 200 Empresarios que acudieron a la llamada del Real Murcia por primera vez en mucho tiempo ante la transparencia y seguridad transmitida. Se consigue que por primera vez desde la conversión en SAD no exista un Accionista mayoritario.
Unos días después del cierre de la Ampliación de Capital se produce una modificación del Consejo de Administración, cediendo el Economista Stefan Settels y el Abogado Enrique López, miembros de la Asociación de Accionistas Minoritarios, su puesto al Notario Francisco Tornel y el Economista Francisco Cobacho.

### Propuesta de implantación del modelo alemán

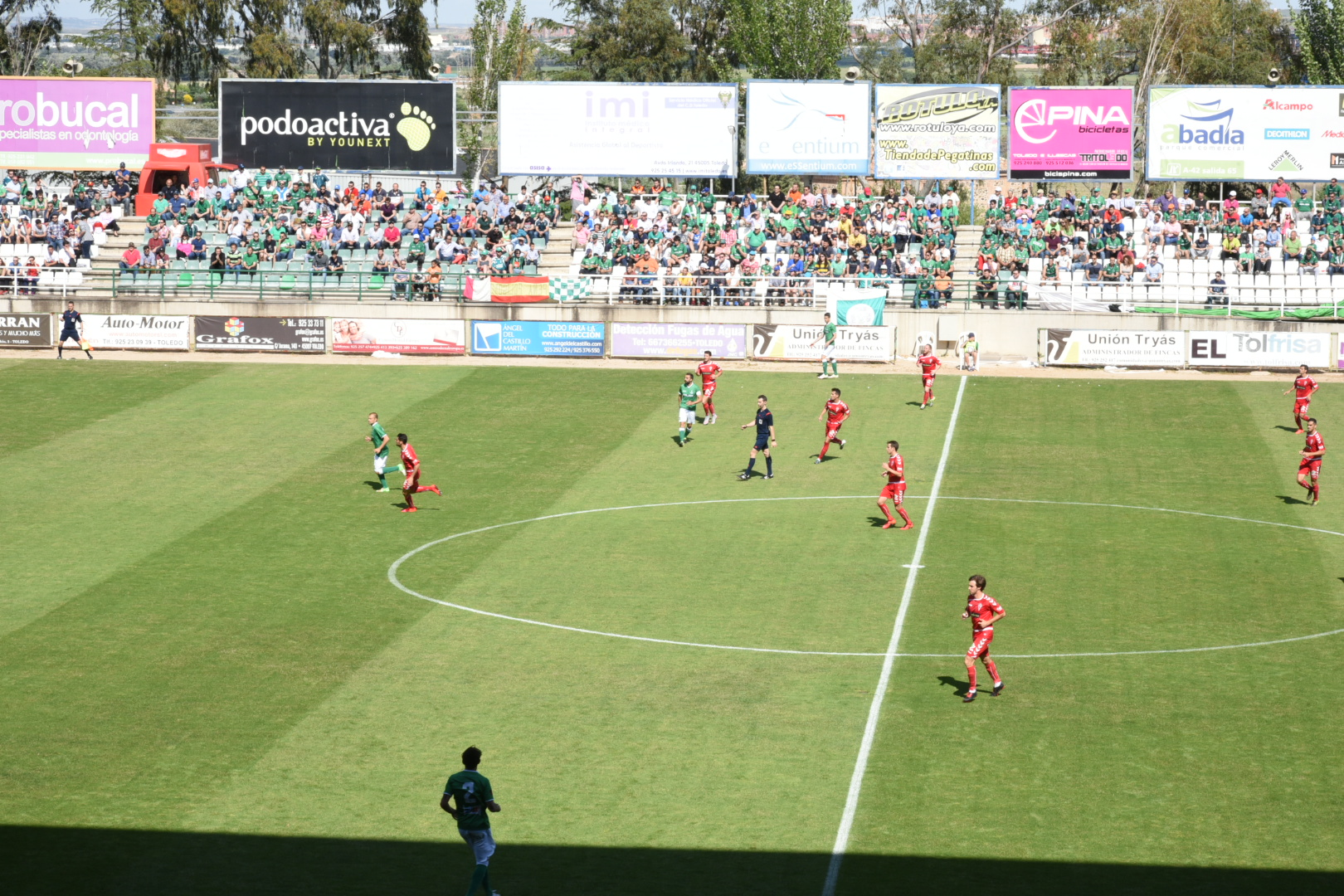
Encuentro disputado entre el CD Toledo y el Real Murcia.

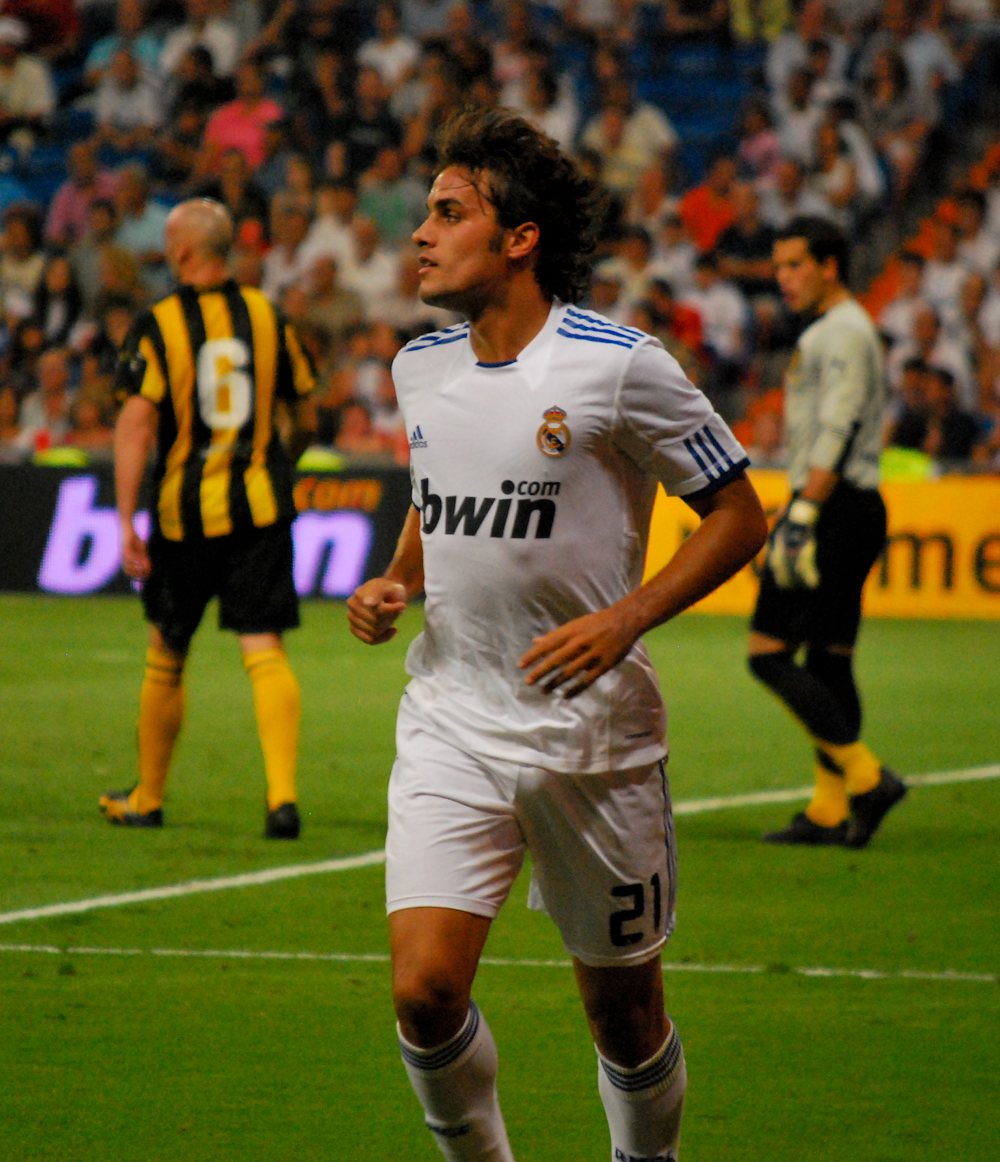
Pedro León, jugador del Murcia entre 2004-2007 y desde 2022 hasta la actualidad.

El 31 de diciembre de 2019, fecha en que vencía el reconvenio del concurso de acreedores, suponía un hito trascendental, ya que una vez vencido el mismo, cualquier acreedor al que no se hubiera satisfecho la cantidad adeudada, podría solicitar la liquidación del club, y tras un intenso trabajo del área económica, el club consigue alcanzar un acuerdo con los acreedores, mediante el que se novan los créditos, alejando con ello el riesgo de liquidación.
El cambio en la gestión del club le dota de atractivo y son numerosos los Inversores que se interesan por hacerse con el control. Sin embargo, la Directiva hace suya la propuesta de la Asociación de Accionistas Minoritarios y defiende la implantación del modelo alemán, mediante el que ningún accionista pueda poseer más del 49 % de las acciones ni su voto suponer más del 20 %, así como incluir en los estatutos el presupuesto base cero, que impediría gastar más de lo que se ingresa, siendo un club pionero en España en la implantación del citado modelo. Con ello se consigue minimizar el riesgo de un dirigente omnipotente, dotando de mayor control a la Asamblea e impidiendo que una gestión nefasta volviera a traer el riesgo de desaparición.

## Centenario en 2008
Existen discrepancias sobre la fecha real de fundación del Real Murcia, con unas fuentes apuntando a 1919 y otras que indican 1908, e incluso 1894, 1905 o 1906, quedando finalmente demostrado que el club se fundó en 1919.[cita requerida]
Sin embargo, el club celebró su Centenario en 2008 con distintos actos institucionales. La creación de un himno a cargo de Second, una camiseta oficial conmemorativa, un libro sobre la Historia del club por Juan Ignacio de Ibarra y un concierto de Marc Anthony en La Condomina. El Ajax de Ámsterdam, con jugadores como Stekelenburg, Luis Suárez o Huntelaar, fue el equipo invitado a Nueva Condomina para conmemorar este hecho.

## Equipación
| 1919 - 1920 | 1920 - 1946 | 1946 - 1964 | 1964 - 1973 | 1973 - 2016 | 2016 - 2021 |

## Proveedores
| Periodo   | Proveedor    |
| --------- | ------------ |
| 1980-1984 | Adidas       |
| 1985-1986 | Meyba        |
| 1986-1987 | Gilcor       |
| 1987-1988 | Massana      |
| 1988-1992 | Puma         |
| 1992-1994 | Front Runner |
| 1994-1996 | Rasán        |
| 1996-2001 | Kelme        |
| 2001-2006 | Nike         |
| 2006-2011 | Marca propia |
| 2011-2014 | Joma         |
| 2014-2017 | Hummel       |
| 2017-2018 | Umbro        |
| 2018-2022 | Hummel       |
| 2022-2025 | Adidas       |
| 2025-     | Joma         |

## Estadio

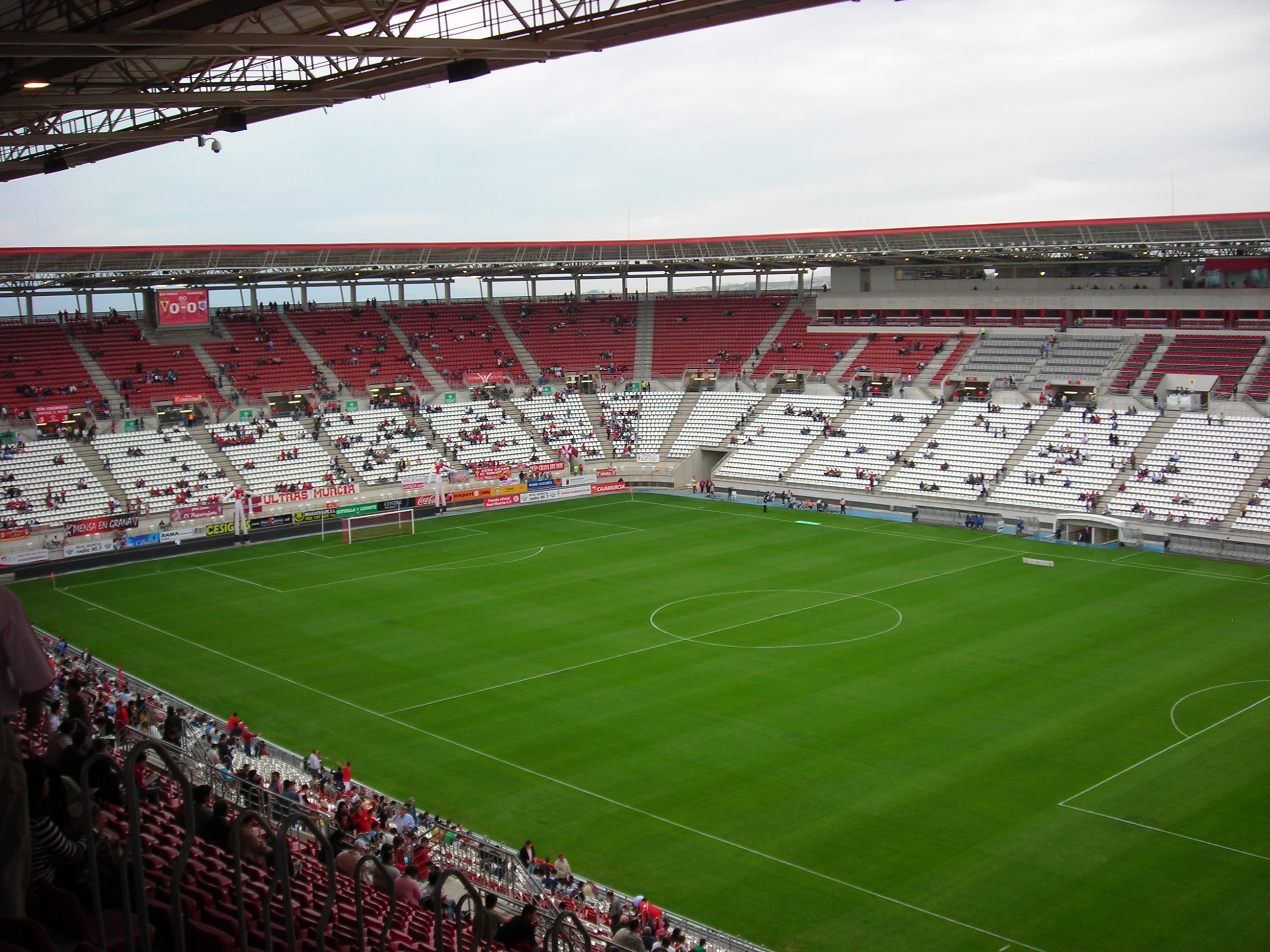
La Nueva Condomina el 28 de octubre de 2007.

Con capacidad para 31 179 espectadores, el Estadio Nueva Condomina es un Estadio 4 estrellas, homologado por la FIFA y la UEFA para poder disputar competiciones europeas e internacionales. Quedó inaugurado con la celebración de un partido amistoso internacional entre las selecciones de España y Argentina el 11 de octubre de 2006.
El primer partido oficial disputado por el club fue el 26 de noviembre de 2006 ante el Real Valladolid.

## Antiguos estadios
En 1918 se inauguró el Campo de fútbol de Torre de La Marquesa, situado en el centro de Murcia y el primero que tuvo el club con las dimensiones reglamentarias. Fue el primer Estadio del Real Murcia.
El 7 de diciembre de 1924, el Real Murcia disputaría su último partido en este Estadio. Este terreno más tarde serviría como Prisión Provincial y Estación de Ferrocarril.
En 1924 se inauguró el Estadio de La Condomina, en el que el club disputó sus partidos durante 82 años. El último partido oficial que disputó tuvo lugar el 11 de noviembre de 2006 contra el Polideportivo Ejido.

## Presidentes
| N.º | Presidente                | País   | Inicio del mandato | Final del mandato |
| --- | ------------------------- | ------ | ------------------ | ----------------- |
| 1   | Ramón Ángel Cremades      | España | 1919               | 1922              |
| 2   | Ángel Romero              | España | 1922               | 1923              |
|     | Ramón Ángel Cremades      | España | 1923               | 1924              |
| 3   | Luis Pardo                | España | 1924               | 1925              |
| 4   | Manuel García             | España | 1925               | 1926              |
| 5   | Juan Aguilar              | España | 1926               | 1929              |
| 6   | Francisco García          | España | 1929               | 1930              |
| 7   | José María Reyes          | España | 1930               | 1930              |
|     | Luis Pardo                | España | 1930               | 1931              |
| 8   | Antonio García            | España | 1931               | 1932              |
| 9   | Antonio Fontes            | España | 1932               | 1934              |
|     | Luis Pardo                | España | 1934               | 1934              |
| 10  | Francisco Hernández       | España | 1934               | 1934              |
| 11  | Salvador Ríos             | España | 1934               | 1936              |
| 12  | Luis Jiménez              | España | 1936               | 1937              |
| 13  | José Iniesta              | España | 1939               | 1943              |
| 14  | Agustín Virgili           | España | 1943               | 1952              |
| 15  | Manuel Guillén            | España | 1952               | 1956              |
| 16  | Enrique Ayuso             | España | 1956               | 1958              |
| 17  | José Rubio                | España | 1958               | 1959              |
| 18  | Andrés Pintado            | España | 1959               | 1962              |
| 19  | Ángel Fernández           | España | 1962               | 1965              |
| 20  | José Doval                | España | 1965               | 1966              |
| 21  | Manuel Medina             | España | 1966               | 1968              |
| 22  | Francisco Cobacho         | España | 1968               | 1969              |
| 23  | José Martínez             | España | 1969               | 1970              |
| 24  | José Codina               | España | 1970               | 1971              |
| 25  | José Moreno               | España | 1971               | 1975              |
| 26  | Francisco Ruano           | España | 1975               | 1976              |
|     | José Moreno               | España | 1976               | 1979              |
| 27  | Bartolomé Gómez           | España | 1979               | 1979              |
| 28  | José Pardo                | España | 1979               | 1987              |
| 29  | Juan Garrido              | España | 1987               | 1992              |
|     | José Moreno               | España | 1992               | 1992              |
| 30  | José Luis Ortín           | España | 1993               | 1994              |
| 31  | Antonio Zamora            | España | 1994               | 1995              |
| 32  | Faustino Cano             | España | 1995               | 1997              |
| 33  | Francisco Soler           | España | 1997               | 1999              |
| 34  | Joaquín Romeu             | España | 1999               | 2001              |
| 35  | Jesús Samper              | España | 2001               | 2008              |
| 36  | Juan Guillamón            | España | 2008               | 2009              |
| 37  | Manuel Álvarez            | España | 2009               | 2009              |
| 38  | José Ángel Serantes       | España | 2009               | 2009              |
|     | Jesús Samper              | España | 2009               | 2015              |
| 39  | Guillermo Martínez-Abarca | España | 2015               | 2016              |
| 40  | Raúl Moro                 | España | 2016               | 2018              |
| 41  | Miguel Martínez           | España | 2018               | 2018              |
| 42  | Víctor Gálvez             | España | 2018               | 2018              |
| 43  | José María Almela         | España | 2018               | 2019              |
| 44  | Francisco Tornel          | España | 2019               | 2021              |
| 45  | Agustín Ramos             | España | 2021               | 2023              |
| 46  | Felipe Moreno             | España | 2023               | 2023              |
| 47  | María del Mar Carrillo    | España | 2023               | 2024              |
|     | Felipe Moreno             | España | 2024               |                   |

## Jugadores y cuerpo técnico

### Altas y bajas 2025-26
| Altas 2025-2026  |          |                     |                     |       |
| Jugador          | Posición | Procedencia         | Tipo                | Coste |
| Andrés López     |          | Yeclano Deportivo   | Regresa tras cesión |       |
| Cristo Romero    |          | Villarreal CF "B"   | Libre               | 0 €   |
| Sergio "Moyita"  |          | CD Castellón        | Libre               | 0 €   |
| Agim Zeka        |          | FK Partizani        | Libre               | 0 €   |
| Antonio David    |          | Albacete Balompié   | Cesión              | 0 €   |
| Álvaro Bustos    |          | SD Ponferradina     | Libre               | 0 €   |
| Ekain Zenitagoia |          | Racing de Santander | Libre               | 0 €   |
| Alex Schalk      |          | ADO Den Haag        | Libre               | 0 €   |

| Bajas 2025-2026     |          |                        |               |           |
| Jugador             | Posición | Destino                | Tipo          | Ingreso   |
| Ian Forns           |          | RCD Espanyol "B"       | Fin de cesión |           |
| Jorge Yriarte       |          | SD Eibar               | Fin de cesión |           |
| Raúl Alcaina        |          | Deportivo de la Coruña | Fin de cesión |           |
| Davo Álvarez        |          | Deportivo de la Coruña | Fin de cesión |           |
| Carlos Rojas        |          | UD Almería "B"         | Fin de cesión |           |
| Kenneth Soler       |          | RCD Espanyol "B"       | Fin de cesión |           |
| David Flakus Bosilj |          | CD Castellón           | Fin de cesión |           |
| Iker Piedra         |          | CD Lugo                | Libre         | 0 €       |
| Jaime Escobar       |          | Lorca Deportiva        | Libre         | 0 €       |
| Moha Moukhliss      |          | FC Vizela              | Libre         | 0 €       |
| Loren Burón         |          | Zamora CF              | Libre         | 0 €       |
| Antonio Toral       |          | Betis Deportivo        | Traspaso      | 300.000 € |

### Jugadores
Pachuco Prats y García Soriano han sido internacionales con España vistiendo la camiseta murcianista.
Daniel Jensen representando a Dinamarca ha participado en la Eurocopa 2004.

#### Fichaje más caro
| #  | Jugador            | Procedencia              | Coste       | Temporada |
| -- | ------------------ | ------------------------ | ----------- | --------- |
| 1  | Fernando Baiano    | Celta de Vigo            | 5.000.000 € | 2007/08   |
| 2  | Henok Goitom       | Ciudad de Murcia         | 3.300.000 € | 2007/08   |
| 3  | Michel             | Rayo Vallecano de Madrid | 2.700.000 € | 2003/04   |
| 4  | Luis Tonelotto     | Almagro                  | 1.600.000 € | 2000/01   |
| 5  | Ranko Despotovic   | Rapid de Bucarest        | 1.200.000 € | 2008/09   |
| 6  | Abderrahman Kabous | CSKA de Sofía            | 900.000 €   | 2007/08   |
| 7  | José María Movilla | Real Zaragoza            | 600.000 €   | 2007/08   |
| 8  | Alejandro Meloño   | Almagro                  | 420.000 €   | 2000/01   |
| 9  | Diego Figueroa     | Almagro                  | 300.000 €   | 2000/01   |
| 10 | Boubacar Dialiba   | Zeljeznicar              | 300.000 €   | 2008/09   |

#### Venta más cara
| #  | Jugador         | Destino               | Coste       | Temporada |
| -- | --------------- | --------------------- | ----------- | --------- |
| 1  | Kike García     | Middlesbrough         | 3.000.000 € | 2014/15   |
| 2  | Pedro León      | Levante               | 2.500.000 € | 2007/08   |
| 3  | Sergio Escudero | Schalke 04            | 2.500.000 € | 2010/11   |
| 4  | Iván Alonso     | Espanyol de Barcelona | 2.400.000 € | 2008/09   |
| 5  | Henok Goitom    | Almería               | 2.200.000 € | 2009/10   |
| 6  | Daniel Jensen   | Werder Bremen         | 1.000.000 € | 2004/05   |
| 7  | Abel Gómez      | Steaua de Bucarest    | 200.000 €   | 2008/09   |
| 8  | Arturo Molina   | Atlético Levante      | 150.000 €   | 2017/18   |
| 9  | Víctor Meseguer | Mirandés              | 130.000 €   | 2020/21   |
| 10 | Eddy Silvestre  | Granada               | 100.000 €   | 2014/15   |

#### Jugador con más partidos
| #  | Jugador                | Partidos |
| -- | ---------------------- | -------- |
| 1  | José Vidaña            | 357      |
| 2  | Juanjo Díaz de Guereño | 328      |
| 3  | Richi                  | 294      |
| 4  | Juanma Valero          | 288      |
| 5  | José Luis Acciari      | 267      |
| 6  | Armando Ortiz          | 263      |
| 7  | Manuel Núñez           | 252      |
| 8  | Ángel Pérez García     | 232      |
| 9  | Ibán Cuadrado          | 227      |
| 10 | Eugenio Sánchez        | 212      |

#### Máximo goleador
| #  | Jugador                       | Goles |
| -- | ----------------------------- | ----- |
| 1  | Daniel Aquino                 | 83    |
| 2  | José Roberto 'Macho' Figueroa | 64    |
| 3  | Julio González                | 57    |
| 4  | Severiano Uria                | 54    |
| 5  | Vicente Morera                | 51    |
| 6  | Kike García                   | 49    |
| 7  | Iván Alonso                   | 49    |
| 8  | José Gallardo                 | 46    |
| 9  | Manuel del Toro               | 41    |
| 10 | James Cantero                 | 40    |

### Entrenadores

#### Entrenador con más partidos
| #  | Entrenador              | Partidos |
| -- | ----------------------- | -------- |
| 1  | Felipe Mesones          | 196      |
| 2  | Eusebio Ríos            | 151      |
| 3  | Vicente Carlos Campillo | 136      |
| 4  | José Griera             | 99       |
| 5  | José Víctor Rodríguez   | 94       |
| 6  | Iñaki Alonso            | 90       |
| 7  | Mario Simón Matías      | 86       |
| 8  | Antonio Bonet           | 85       |
| 9  | José Manuel Aira        | 79       |
| 10 | Carmelo Cedrún          | 72       |

## Otras secciones y filiales

### Real Murcia Imperial
El Real Murcia Imperial es el primer equipo filial del Real Murcia. Fundado en el año 1924, tiene el récord de número de temporadas en Tercera División. En la temporada 2007-08 logró el ascenso a Segunda División B. Actualmente milita en Tercera Federación.

### Real Murcia C
Refundado en la temporada 2024-25, juega en la Segunda Autonómica de la Región de Murcia.

### Real Murcia Féminas
El Real Murcia Féminas surge el 21 de junio de 2016, a partir de un convenio firmado entre el Murcia Féminas, club más antiguo de la Región de Murcia en el ámbito femenino, y el Real Murcia. El club grana cede su escudo, su nombre y su equipación al equipo, que compitió la temporada 2016/17 en Segunda División, en el Grupo VII.

### Real Murcia Baloncesto
El Real Murcia de Baloncesto surge el 22 de agosto de 2017, tras adquirir, por parte de Raúl Moro, el anteriormente conocido como CB Myrtia, este club adoptó el nombre, escudo y equipación del Real Murcia. Disputan sus partidos en el Pabellón Príncipe de Asturias con capacidad para 3500 espectadores. Actualmente juega en LEB Plata.
Se rescataba con ello una sección que había tenido el Real Murcia décadas atrás, pero supuso una decisión muy polémica en el seno de la afición pimentonera al ser muchos de ellos aficionados al histórico Club Baloncesto Murcia.

## Palmarés
| Competición nacional                     | Títulos                                                               |
| ---------------------------------------- | --------------------------------------------------------------------- |
| Segunda División (9)                     | 1936, 1940, 1955 (G. II), 1963 (G. II), 1973, 1980, 1983, 1986, 2003. |
| Segunda División B (1)                   | 2011.                                                                 |
| Segunda División B, Campeón de Grupo (2) | 1993 (G. III), 2011 (G. IV).                                          |
| Copa RFEF (1)                            | 2019-20.                                                              |
| Tercera División (3)                     | 1972 (Gr. IV), 1977 (Gr. IV), 1996 (Gr. XIII).                        |

### Trofeos amistosos
- Trofeo Ciudad de Murcia (7): 1968, 1969 y 2017 (Ciudad de Murcia). 1973 (Torneo de las Ciudades). 1984 y 1993 (Región de Murcia). 2011 (Torneo 7 TV).
- Trofeo Costa Blanca (2): 1973 y 1980.
- Trofeo Festa d'Elx (3): 1975, 1983 y 2002.
- Trofeo Carabela de Plata (4): 1981, 1988, 1994 y 2004.
- Trofeo Ciudad de Almería (1): 1985.
- Trofeo Amaro González (2): 2005 y 2007.
- Trofeo Ciudad de Alcoy (1): 2017.
- Trofeo Vinos de Yecla (1): 2021.[62]
- Trofeo Manny Pelegrín (1): 2023.[63]
- Trofeo Alcalde de Lorca (1): 2025.[64]

### Trayectoria
| Desde la fundación del club hasta la actualidad (1936/39, interrupción a causa de la Guerra civil española): |